# Chrysosoma anuliseta
Chrysosoma anuliseta är en tvåvingeart som först beskrevs av Günther Enderlein 1912.  Chrysosoma anuliseta ingår i släktet Chrysosoma och familjen styltflugor. Inga underarter finns listade i Catalogue of Life.